# 2013-as magyar labdarúgókupa-döntő
A 2013-as magyar labdarúgókupa-döntő a sorozat 103. döntője volt. A finálét a Debreceni VSC és a Győri ETO csapatai játszották. A találkozót 2013. május 22-én a budapesti Bozsik József Stadionban rendezték. A DVSC története hatodik trófeáját hódította el.
A találkozót a Magyar Televízió második adója, az M2 közvetítette.

## Előzmények
A döntőt Magyarország két legsikeresebb vidéki csapat vívta.
Az egyik résztvevő a címvédő Debreceni VSC csapata volt, amely története során öt alkalommal hódította el a magyar kupa-trófeát. Első sikerét az 1998–99-es kiírás végén érte el, legutóbbit pedig a 2012-es MTK Budapest elleni, tizenegyesekkel megnyert fináléban. Az öt aranyérem mellett van két ezüstérme is a csapatnak.

„Szeretnénk természetesen megnyerni a döntőt, így készülünk, mert fontos a csapat számára az erkölcsi elismerés is. Egy nagyon jó csapat ellen játszunk majd, hiszen a Győr megnyerte a bajnokságot, amihez gratulálunk. Ez azonban egy egészen más mérkőzés lesz, és mindenképpen arra törekszünk, hogy megvédjük címünket. Egy döntőben bármi előfordulhat, ezt a tavalyi MTK elleni finálé is bizonyítja. Úgy gondolom, nagyon jó, látványos összecsapásra számíthatnak a nézők. Az utóbbi időben sikerült több fontos mérkőzést megnyernünk, mindenképpen kell, hogy ez segítse a csapatot szerdán.”

– Kondás Elemér, a Debreceni VSC vezetőedzője.

A döntő másik résztvevője a Győri ETO gárdája volt. A kupában négy sikerrel megvívott döntővel büszkélkedhet. Története során először 1965-ben ért fel a csúcsra. Utolsó nyertes döntőjüket az 1978–79-es kiírás végén játszották a zöld-fehérek. A 2013-as döntőt megelőzően utoljára 2009-ben szerepeltek a fináléban.

„Szerintem van hely a buszon, hogy hazahozzuk a kupát, úgyhogy mindent el fogunk követni azért, hogy ez így legyen. A klubnak az életében ez nagyon nagy dolog lenne, hiszen soha nem sikerült ugyanabban az évben a duplázás. Azt gondolom, ezt fel tudja mérni az egész csapat, túl vannak már egy bajnoki címen, amit már nem vehet el tőlük senki. Úgy hiszem, annál nagyobb motiváció, hogy a klub történelmébe úgy be tudnak kerülni, ami még nem volt, ezt mindenki fel is tudja mérni, úgyhogy szerintem oda megyünk és meg is fogjuk nyerni a kupát.”

– Pintér Attila, a Győri ETO vezetőedzője.

A két csapat még sosem találkozott egymással a magyar kupa eddig megrendezett döntői alkalmával.
Az idézetek forrása: 

## A döntő helyszíne
A Magyar Labdarúgó-szövetség a 2013. május 9-i ülésén úgy határozott, hogy a finálét a budapesti Bozsik József Stadionban rendezik meg. A Honvéd csapatának pályája ötödik alkalommal adhatott otthont kupadöntőnek.

## Út a döntőig
Az eredmények az adott csapat szempontjából szerepelnek.
| Debreceni VSC                                  | Debreceni VSC                                  | Debreceni VSC                                  | Debreceni VSC                                  | Szakasz        | Győri ETO                                      | Győri ETO                                      | Győri ETO                                      | Győri ETO                                      |
| ---------------------------------------------- | ---------------------------------------------- | ---------------------------------------------- | ---------------------------------------------- | -------------- | ---------------------------------------------- | ---------------------------------------------- | ---------------------------------------------- | ---------------------------------------------- |
| A 2011–2012-es magyar első osztály résztvevője | A 2011–2012-es magyar első osztály résztvevője | A 2011–2012-es magyar első osztály résztvevője | A 2011–2012-es magyar első osztály résztvevője | Részvételi jog | A 2011–2012-es magyar első osztály résztvevője | A 2011–2012-es magyar első osztály résztvevője | A 2011–2012-es magyar első osztály résztvevője | A 2011–2012-es magyar első osztály résztvevője |
| Ellenfél                                       | Össz.                                          | 1. mérk.                                       | 2. mérk.                                       |                | Ellenfél                                       | Össz.                                          | 1. mérk.                                       | 2. mérk.                                       |
| Nem kellett pályára lépnie                     | Nem kellett pályára lépnie                     | Nem kellett pályára lépnie                     | Nem kellett pályára lépnie                     | 2. forduló     | Babóti SE (Megye II)                           | 12–0 (i)                                       | 12–0 (i)                                       | 12–0 (i)                                       |
| Szentlőrinc SE (NB III)                        | 3–1 (i)                                        | 3–1 (i)                                        | 3–1 (i)                                        | 3. forduló     | Bölcskei SE (NB III)                           | 5–2 (i)                                        | 5–2 (i)                                        | 5–2 (i)                                        |
| Nyíregyháza Spartacus (NB II)                  | 5–4                                            | 2–3 (i)                                        | 3–1 (o)                                        | Nyolcaddöntők  | Paksi FC                                       | 7–2                                            | 4–0 (o)                                        | 3–2 (i)                                        |
| Létavértes SC (NB III)                         | 10–0                                           | 2–0 (i)                                        | 8–0 (o)                                        | Negyeddöntők   | Budapest Honvéd                                | 3–0                                            | 1–0 (i)                                        | 2–0 (o)                                        |
| Vasas (NB II)                                  | 6–1                                            | 3–0 (i)                                        | 3–1 (o)                                        | Elődöntők      | Videoton                                       | 3–2                                            | 2–0 (i)                                        | 1–2 (o)                                        |

## A mérkőzés
A finálét a budapesti Bozsik Stadionban rendezték, 20:00-s kezdéssel. A találkozót 5 570 néző tekintette meg a helyszínen. Az első negyedórában egyik fél sem veszélyeztetett komolyabban. A tizenkilencedik percben Nemanja Andrić góljával szerezte meg a vezetést a Győri ETO, aki egy csel után közelről vette be a debreceni kaput. A félidő további részében mindkét csapat veszélyesen futballozott. A szünetre 1–0-s győri vezetéssel vonultak a döntő résztvevői. Az ötvenegyedik percben egyenlítettek a debreceniek, Adamo Coulibaly lövése egy győri védőn változtatott irányt. Az egyenlítés után is a piros-fehér gárda akarata érvényesült, amely az egyre veszélyesebb helyzetekben mutatkozott meg. A nyolcvanhatodik percben dőlt el a találkozó, Coulibaly cselezte közel magát a kapuhoz, és helyezett a hosszú sarokba. Két percre rá egy veszélyes győri fejes kerülte el a debreceniek kapuját. Az eredmény a továbbiakban már nem változott: Debreceni VSC–Győri ETO 2–1.
Tizenötödik alkalommal fordult elő, hogy az előző évi kupagyőztes megvédte címét. A DVSC 1999 óta hatodszorra hódította el a trófeát, és ez először sikerült neki egymást követő két évben.

„Sajnos hátrányban voltunk az első félidőben, bár ott is megvoltak a lehetőségeink, de nem tudtunk gólt szerezni. A második játékrészben kockáztatnunk kellett, sokkal bátrabb játékot kértünk a játékosoktól, akik ragyogóan megoldották. (...) Sok minden motivált minket, amelyik sorozatban elindulunk, ott szeretnénk nyerni, így voltunk ezzel a magyar kupában is. Persze, ennek nagyobb a presztízse is, de így az európai kupaporondon is egy körrel később kell bekapcsolódnunk a küzdelmekbe. Szerencsére sikerült behúznunk a hatodik kupagyőzelmet is. Úgy gondolom, ez a siker kicsit gyógyír az elrontott bajnoki szezonra. Sok problémánk volt egész évben, de ha kicsit jobban odafigyelünk, akár a bajnoki címért is játszhattunk volna.”

– Kondás Elemér 

„Ilyen hibát nem lehet elkövetni, mint amilyet az első gólnál csináltunk, hogy elcsúszunk, és abból gólt kapunk, és utána a második gólnál is óriási hibát követtünk el. Ilyen hiba után egy kupadöntőben kivégeznek minket. Egy nullánál volt egy kapufánk, ha az bemegy, akkor kettő null, és akkor talán megvan a győzelem… Összességében azt gondolom, a játékosokkal nagy többségében elégedett lehetek. Valakinek ez behatárolja a dolgát, de még egyszer mondom, tettük a dolgunkat, megvolt az előnyünk, de nem tudtuk megnyerni a kupát, ennek megvannak az okai, de ez benne van a játékban. Gratulálok az ellenfélnek.”

– Pintér Attila 

### Az összeállítások
| 2013. május 22. 20:00 |

| Debreceni VSC               | 2–1               | Győri ETO                               |
| --------------------------- | ----------------- | --------------------------------------- |
| Coulibaly 51' 86' Ramos 19' | (0–1) Jegyzőkönyv | 17' Andrić 45+2' Trajković 90+3' Takács |

| Bozsik József Stadion, Budapest Nézőszám: 5 570 Játékvezető: Kassai Viktor (magyar) |

| Debreceni VSC | Győri ETO |

| DEBRECENI VSC: |    |                    |     |     |
|                |    |                    |     |     |
| K              | 87 | Verpecz István     |     |     |
| JV             | 22 | Bernáth Csaba      |     |     |
| V              | 18 | Máté Péter         |     |     |
| V              | 17 | Mészáros Norbert   |     |     |
| BV             | 69 | Korhut Mihály      |     |     |
| VKP            | 6  | Luis Ramos         | 19' |     |
| JSZ            | 27 | Bódi Ádám          |     |     |
| KTK            | 77 | Czvitkovics Péter  |     | 81' |
| BSZ            | 11 | Ferenczi János     |     | 68' |
| CS             | 70 | Kulcsár Tamás      |     | 40' |
| CS             | 39 | Adamo Coulibaly    |     |     |
| Cserék:        |    |                    |     |     |
| K              | 89 | Szécsi Gergő       |     |     |
| V              | 2  | Szűcs István       |     |     |
| KP             | 7  | Dombi Tibor        |     |     |
| KP             | 8  | Selim Bouadla      |     | 81' |
| CS             | 26 | Ibrahima Sidibe    |     | 40' |
| KP             | 29 | Spitzmüller István |     |     |
| CS             | 66 | Szécsi Márk        |     | 68' |
| Vezetőedző:    |    |                    |     |     |
| Kondás Elemér  |    |                    |     |     |

| GYŐRI ETO:    |    |                   |       |     |
|               |    |                   |       |     |
| K             | 30 | Molnár Péter      |       |     |
| JV            | 22 | Michal Švec       |       |     |
| V             | 16 | Lipták Zoltán     |       | 81' |
| V             | 2  | Takács Ákos       | 90+3' |     |
| BV            | 15 | Völgyi Dániel     |       |     |
| VKP           | 17 | Pátkai Máté       |       |     |
| VKP           | 24 | Đorđe Kamber      |       |     |
| JSZ           | 11 | Varga Roland      |       | 32' |
| KTK           | 12 | Nikola Trajković  | 45+2' | 62' |
| BSZ           | 6  | Tarmo Kink        |       |     |
| CS            | 19 | Nemanja Andrić    |       |     |
| Cserék:       |    |                   |       |     |
| K             | 1  | Lubos Kamenar     |       |     |
| KP            | 3  | Marko Dinjar      |       |     |
| KP            | 8  | Dudás Ádám        |       | 62' |
| KP            | 9  | Rok Kronaveter    |       | 32' |
| KP            | 14 | Linas Pilibaitis  |       |     |
| CS            | 25 | Giorgi Kvilitaia  |       |     |
| V             | 28 | Vladimir Đorđević |       | 81' |
| Vezetőedző:   |    |                   |       |     |
| Pintér Attila |    |                   |       |     |

Asszisztensek:

Erős Gábor (magyar) (partvonal)

Albert István (magyar) (partvonal)

Negyedik játékvezető:

Kispál Róbert (magyar)